# Per Larsen (chefpolitiinspektør)
 Der er flere personer med dette navn, se Per Larsen.
Per Larsen (født 24. januar 1945 i København) var fra 1. januar 2007 – 22. januar 2010 chefpolitiinspektør ved Københavns Politi og således den højst rangerende politiuddannede person i kredsen. De højere grader i dansk politi er alle besat af jurister.
Larsen blev i 1966 ansat i Københavns Politi og i 1980 blev han vicekriminalkommisær i bedrageriafdelingen og i 1981 anklager og kriminalkommisær i Dommervagten. Herefter var han i en årrække kriminalinspektør i Politiets Efterretningstjeneste og tog sidenløbende en uddannelse ved det amerikanske FBI National Academy. Fra 1990 og frem til 2006 var han kriminalinspektør i Odense, siden i Glostrup og så i København, hvor han blev chefpolitiinspektør i 2007.
Larsen var blandt andet involveret i Lenz-sagen hvor Morten Jung-Olsen var anholdt. 
Han ledede en ti mand stor gruppe i sagens efterforskning.
Han var øverstbefalende ved COP15 i 2009. Larsen har desuden været formand for Dansk Politiidrætsforbund og er i dag medlem af Dansk Boldspil-Unions etiske udvalg og medlem af bestyrelsen i Anti Doping Danmark. Desuden har han siden 1981 været underviser, instruktør og censor på Politiskolen. Den 22. januar 2010 stoppede han helt i dansk politi og blev den 1. februar 2010 ansat som konsulent og specialrådgiver i Københavns Kommunes bandeenhed.
Larsen har blandt andet stået i spidsen for efterforskningen af Blekingegadebanden — hvor han senere er blevet beskyldt for at have hemmeligholdt oplysninger, der kunne have fældet banden på et tidligere tidspunkt. Han var også centralt placeret i efterforskningen af Rockerkrigen 1996-97 og har ofte optrådt som talsmand for politiet i medierne.
Den 28. maj 2011 blev Larsen vicepræsident for Kræftens Bekæmpelse som efterfølger til Ebbe Sand på posten. Per Larsen afløste d. 1. oktober 2012 Lisbeth Zornig Andersen som formand for Børnerådet.
Privat er Larsen gift og har en søn og en datter. Han er bosat i Valby, han løber maratonløb og han interesserer sig desuden meget for kultur.

## Dekorationer
- Ridder af 1. grad af Dannebrogordenen (17. november 2008)
- Hæderstegn for 25 års god tjeneste i politiet
- Hæderstegnet for 25 års god tjeneste i Civilforsvaret
- Gorkha-Dakshina Bãhu Orden (Nepal)